# Radiostyrning

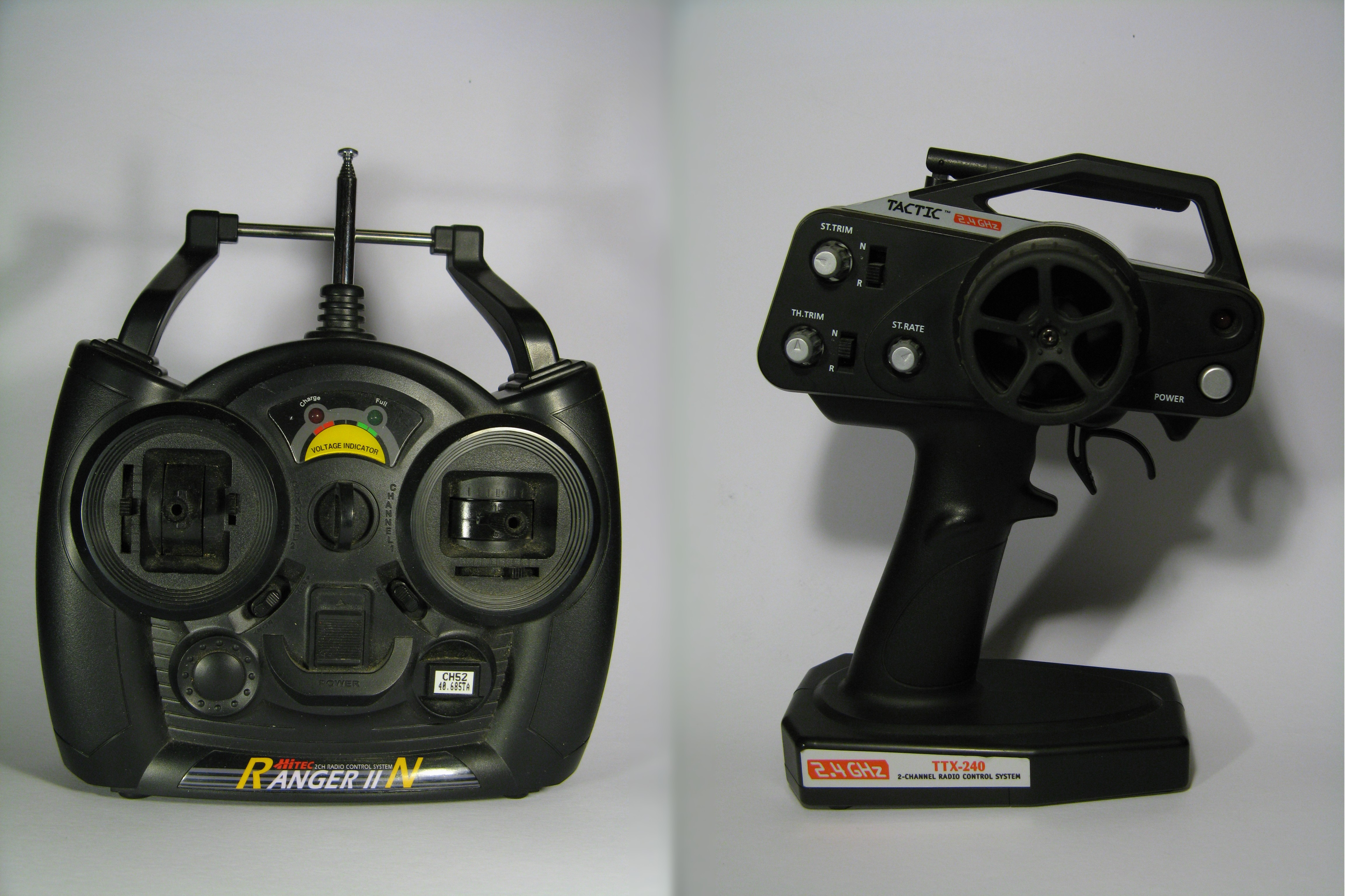
Två olika typers kontrollenheter. Till vänster en spakversion, mest använd för radiostyrda modellplan. Till höger en kontrollenhet med pistolgrepp. Denna typ används mest för markbundna modeller.

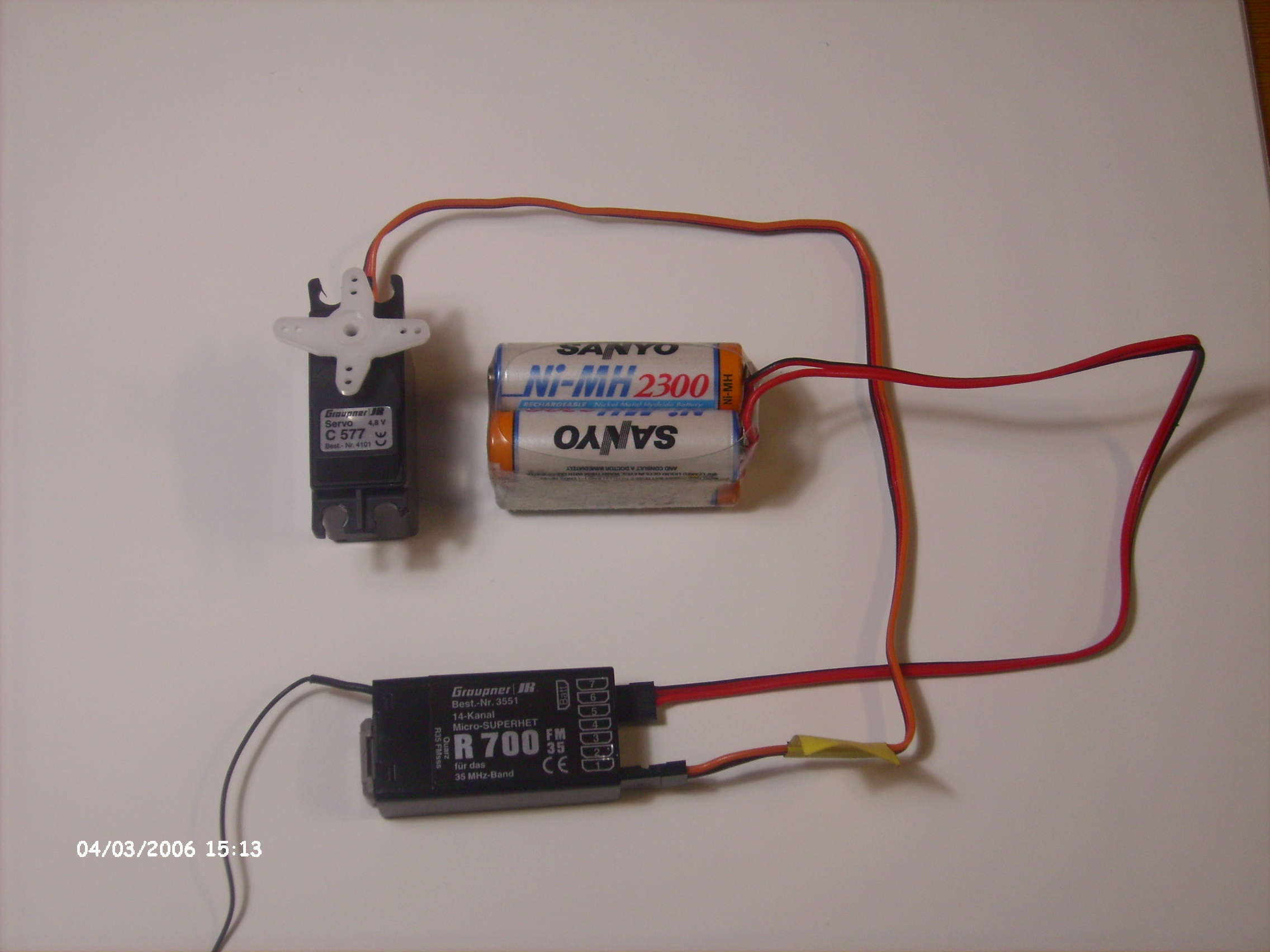
Radiostyrningsmottagare.

Radiostyrning är användning av radiosignaler för att på avstånd kontrollera en apparat. Termen används ofta med avseende på radiostyrda fordonsmodeller som kontrolleras från en handhållen sändare. Som exempel på radiostyrda modeller kan modellbilar, modellbåtar, modellhelikoptrar och modellflygplan nämnas. Också industriellt, militärt, och i vetenskaplig forskning används radiostyrning, till exempel av satelliter och rymdsonder. Militären har också börjat sätta radiostyrning på olika missiler och torpeder.
Radiostyrningar konstruerade för hobbybruk använder oftast frekvenserna 2,4 GHz, 35 MHz och 27 MHz.

## Industriell radiostyrning
Inom industrin används radiostyrning för till exempel kranar, traverser, gruv- och hamnanläggningar.

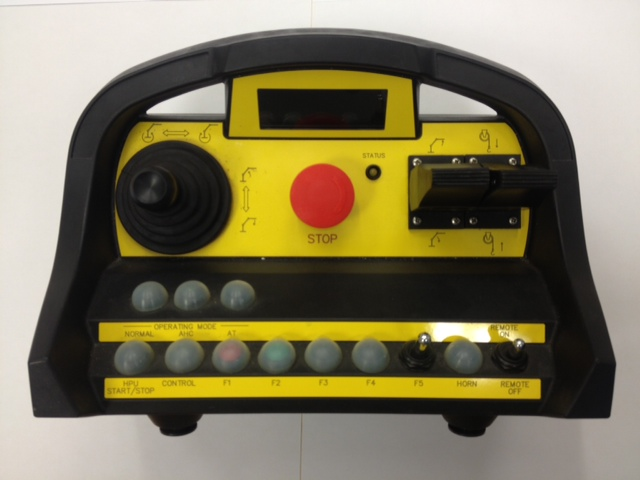
Ex-klassad RRC från Cavotec

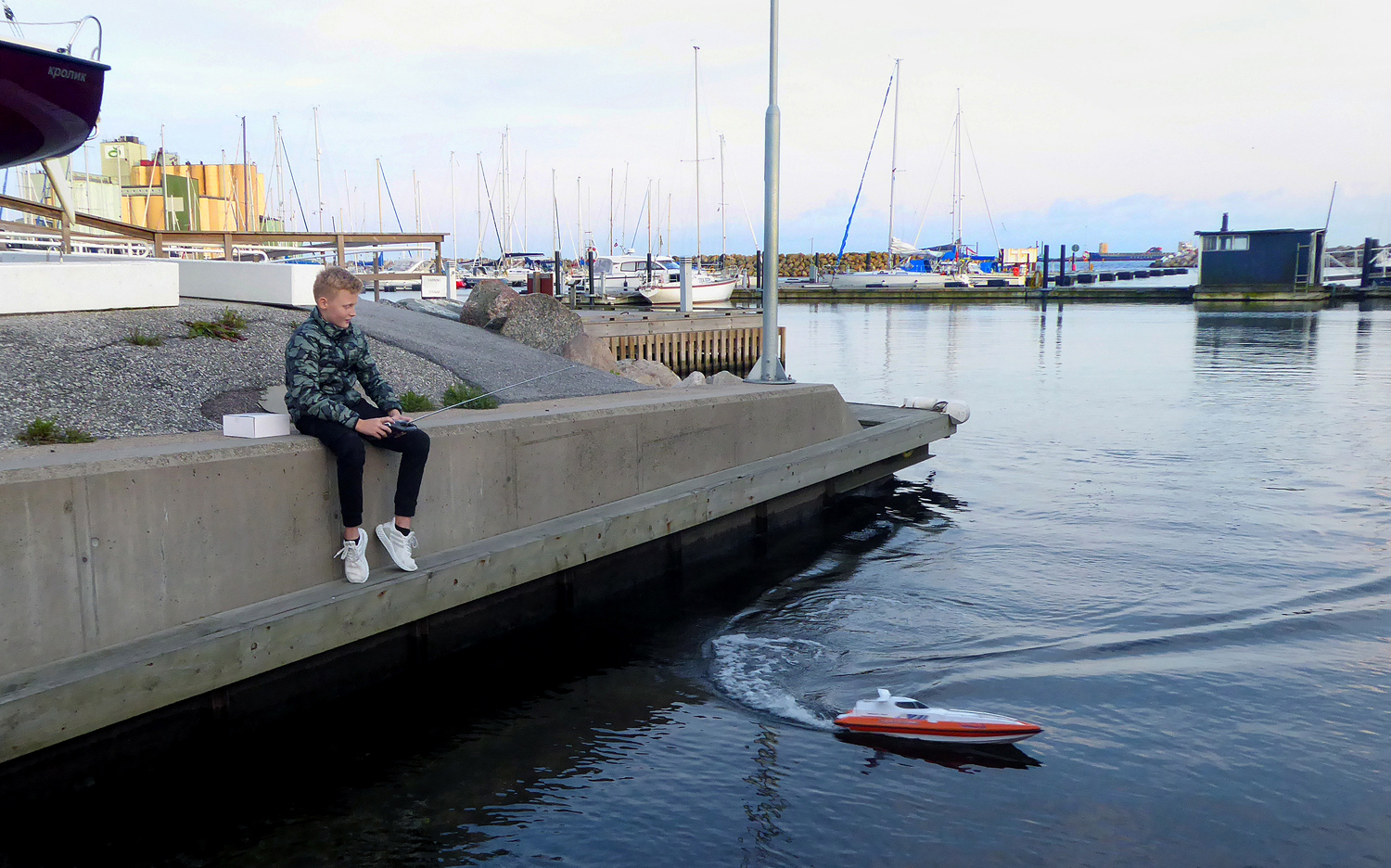
En pojke kör sin radiostyrda båt i Ystads småbåtshamn.

Ofta väljer man att använda radiostyrning av något av följande skäl: Operatören måste kunna röra sig fritt i arbetsområdet, det är olämpligt eller kostsamt att dra fram en kabel till manöverplatsen eller av säkerhetsskäl.
En industriell radiostyrning har ofta dubbelriktad kommunikation så operatören kan få återkoppling från sensorer och mätutrustning på maskinen som styrs. Många gånger ställs även krav på att systemet skall ha nödstopp, detta har historiskt varit ett problem men idag finns system i alla prestandanivåer enligt ISO 13849-1.
Industriell radiostyrning sker oftast via relästyrning, via hydraulventiler eller via fältbuss. Ett industriellt radiostyrningssystem har ofta någon form av verifieringskod inbyggd i signalen för att säkerställa att rätt sändare kontrollerar rätt mottagare. När mottagaren har verifierat koden aktiveras ett relä som överensstämmer med den knappen som brukaren har tryckt på. Reläet sluter en krets som till exempel aktiverar en motor på en traverskran. En mottagare i ett komplext radiosystem kan innehålla många reläer som kan kontrollera en mängd olika funktioner. Ett enklare radiosystem kanske bara har en eller två reläer, till exempel för att öppna eller stänga en port. Fältbussystem som CANopen eller PROFIBUS använder inte reläer utan kommunikation sker istället via en nätverksliknande uppkoppling i maskinen som mottagaren är kopplad till och kommandon utförs på digital väg.

### Industriella radiostyrningar i Sverige och Europa (Region 1) använder oftast någon av följande frekvens
- 40,660–40,700 MHz
- 433,075–434,775 MHz
- 863–870 MHz

I Amerika och delar av Stilla havet (Region 2) används normalt: 
- 902–928 MHz

I (Region 3) finns ett antal olika frekvenser beroende på land, ett par exempel är:
- 429 MHz (Japan)
- 447 MHz (Sydkorea)

Man kan dela upp radiostyrningar i två typer: Radiostyrningar som kontrolleras av en människa i ena änden och radiostyrningar mellan två maskiner (M2M). Radiostyrningar för M2M består normalt av ett antal (minst två) moduler som kan kommunicera med varandra via radio och som även har ett gränssnitt mot en sensor eller annan maskinkomponent, ibland kan modulerna vara försedda med en OLED-skärm, er eller något annat visuellt för att en operatör/reparatör skall kunna läsa av status direkt på enheten. Radiostyrningar som kontrolleras av en människa finns i ett otal varianter, handhållna knappdosor, lådor som hänger i en rem eller krok runt nacken, pekskärmar för fordon, fast monterade på exempelvis en pulpet. Kontrollen kan ha knappar, joystick eller vred.